# آوونیا (پنسیلوانیا)
آوونیا (به انگلیسی: Avonia) یک منطقهٔ مسکونی در ایالات متحده آمریکا است که در پنسیلوانیا واقع شده‌است. آوونیا ۱٬۲۰۵ نفر جمعیت دارد.